# Thomas R. Coon

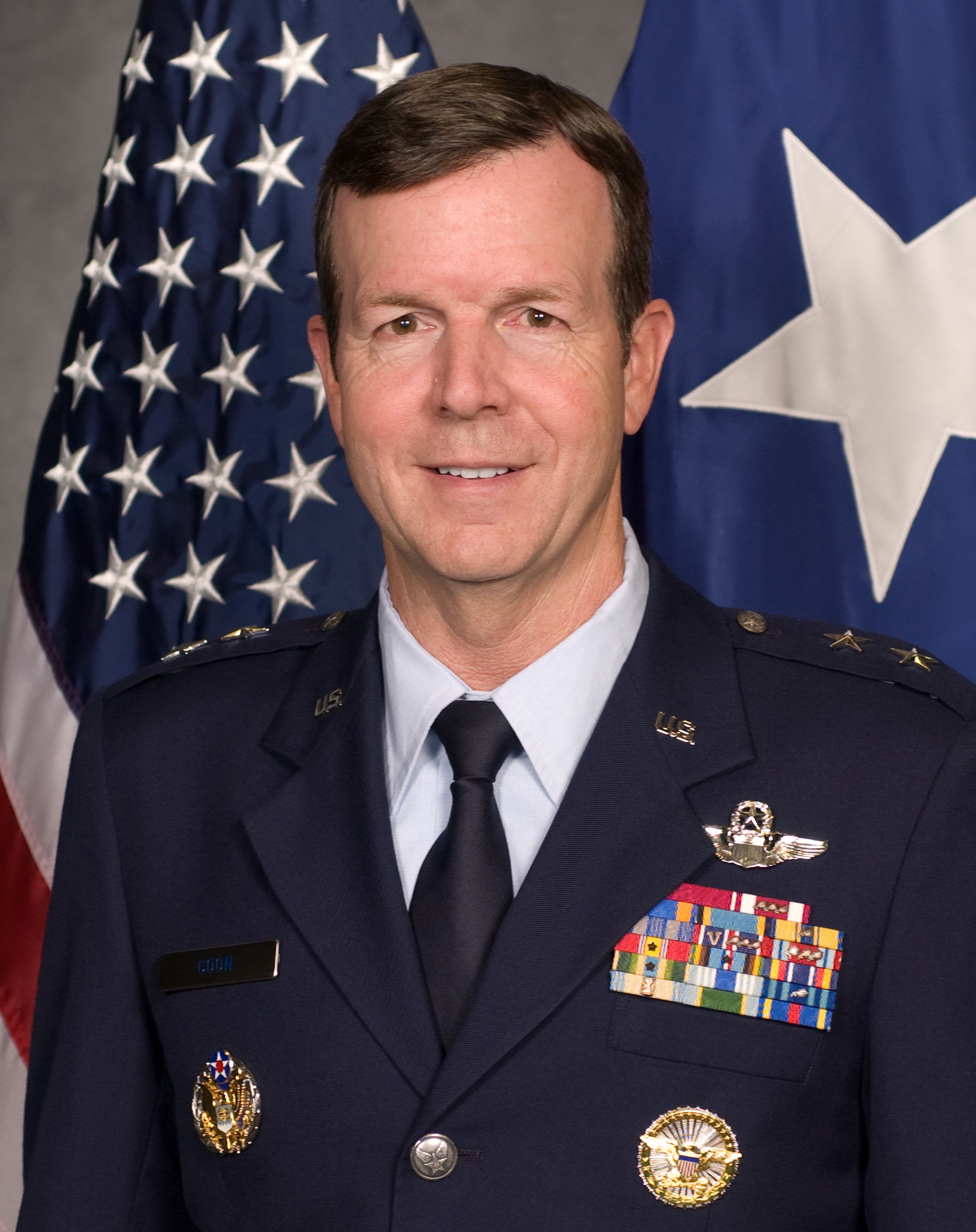
Thomas R. Coon (2009)

Thomas R. Coon (* 1954) ist ein pensionierter Generalmajor der United States Air Force. Er war unter anderem Kommandeur der 10. Luftflotte.
Über das ROTC-Programm der Mississippi State University gelangte er im Jahr 1976 in das Offizierskorps der United States Air Force.
Im Lauf seiner militärischen Karriere absolvierte er verschiedene Kurse und Schulungen. Dazu gehörten unter anderem eine Ausbildung zum Kampfpiloten und weitere Fortbildungskurse als Pilot neuer Flugzeugtypen; die Air Force Fighter Weapons School; die Squadron Officer School über einen Fernkurs; der Fighter Nuclear Weapons Instructor Course; das Air Command and Staff College; das Air War College über einen Fernkurs; der Capstone Course an der National Defense University in Fort Lesley J. McNair in Washington, D.C.; der Combined Force Air Component Commander Course; der Joint Flag Officer Warfighting Course und der Senior Joint Information Operations Applications Course. Die letzten drei Kurse fanden auf der Maxwell Air Force Base in Alabama statt. Außerdem erhielt er akademische Grade von der George Washington University und der National Intelligence University.
In seinen frühen Jahren als Offizier der Luftwaffe war er an verschiedenen Stützpunkten stationiert. Dabei war er als Pilot, Flugausbilder oder Stabsoffizier bei unterschiedlichen Einheiten tätig. Dazwischen absolvierte er die erwähnten Schulungen. Zwischen Juli 1984 und September 1987 war er als Waffenoffizier auf der Hahn Air Base in Deutschland stationiert. In der Folge war er hauptsächlich bei Reserveeinheiten der Air Force tätig. Im weiteren Verlauf flog er Militäreinsätze in Bosnien, im Irak und in Afghanistan.
Zwischen Mai 1996 und Januar 1998 kommandierte Thomas Coon als Oberstleutnant die 457. Kampfstaffel (457th Fighter Squadron), die auf der Naval Air Station Joint Reserve Base in Fort Worth in Texas ansässig war. In der Folge verblieb er in unterschiedlichen Funktionen bis zum Mai 2003 auf diesem Stützpunkt. Bis Februar 1999 war er dort stellvertretender Kommandeur der 301st Operations Group, die er dann bis zum April 2001 kommandierte. Danach war er bis zum Mai 2003 stellvertretender Kommandeur des 301. Kampfgeschwaders (301st Fighter Wing).
Seine nächste Mission führte ihn zum Hauptquartier der Luftwaffe in Washington, D.C. Zwischen Mai 2003 und Mai 2006 war er dort als mobilization assistant für Fragen der Mobilisierung und Mobilmachung zuständig. Die gleiche Funktion übte er danach bis zum Juni 2007 im Hauptquartier der 9. Luftflotte (Nineth Air Force) auf der Shaw Air Force Base in South Carolina aus. Am 3. Juni 2007 übernahm Thomas Coon auf der Naval Air Station Joint Reserve Base Fort Worth in Texas als Nachfolger von Richard C. Collins das Kommando über die 10. Luftflotte. Dieses Amt bekleidete er bis zum Mai 2009, als er von Frank J. Padilla abgelöst wurde.
Anschließend war er bis zum September 2011 Stabsoffizier beim United States Cyber Command und der National Security Agency (NSA) in Fort George G. Meade in Maryland. Dabei war er unter anderem wieder für Fragen der Mobilisierung zuständig. Ab Oktober 2011 bis zu seiner Pensionierung im Jahr 2012 war er in dieser Funktion auch für die Air University tätig.
Während seiner aktiven Zeit als Militärpilot absolvierte er über 4700 Flugstunden auf verschiedenen Flugzeugtypen.

## Daten der Beförderungen
| Abzeichen | Rang               | Jahr             |
| --------- | ------------------ | ---------------- |
|           | Second Lieutenant  | 2. Juni 1976     |
|           | First Lieutenant   | 2. Dezember 1978 |
|           | Captain            | 2. Dezember 1980 |
|           | Major              | 16. Mai 1990     |
|           | Lieutenant Colonel | 13. Juni 1996    |
|           | Colonel            | 30. März 2001    |
|           | Brigadier General  | 8. Januar 2006   |
|           | Major General      | 3. Februar 2009  |

## Orden und Auszeichnungen
Thomas Coon erhielt im Lauf seiner militärischen Laufbahn unter anderem folgende Auszeichnungen:
- Air Force Distinguished Service Medal
- Defense Superior Service Medal
- Air Medal
- Meritorious Service Medal
- Aerial Achievement Medal
- Air Force Commendation Medal
- Air Force Achievement Medal
- Air Force Outstanding Unit Award